# Área de Conservação da Paisagem das Ilhotas de Hiiumaa
A Área de Conservação da Paisagem das Ilhotas de Hiiumaa (em estoniano:  Hiiumaa laidude maastikukaitseala) é uma área protegida situada no condado de Hiiu, na Estónia. A sua área é de 3.224 hectares.
Juntamente com a baía de Käina, é designada como um sítio Ramsar chamado Ilhotas Hiiumaa e Baía de Käina. A área deste sítio Ramsar é de 17.000 hectares.